# Dassault MD 315 Flamant
Il Dassault MD 315 Flamant (dal francese: fenicottero) era un bimotore da trasporto ad ala bassa prodotto dall'azienda aeronautica francese Avions Marcel Dassault dalla seconda metà degli anni quaranta.
Sviluppo della famiglia MD 300, l'MD 315 venne utilizzato principalmente dall'Armée de l'air, oltre che nelle aeronautiche militari di Cambogia, Madagascar, Tunisia e Vietnam, rimanendo in servizio fino al 1981.

## Storia

### Impiego operativo
Dopo un primo volo effettuato il 6 luglio 1947 il MD 315, fu immediatamente scelto per entrare in servizio con l'aviazione francese l'anno successivo.
L'aereo era impiegato per l'addestramento dei piloti al bombardamento, alla sorveglianza marittima e come trasporto.
Durante la guerra d'indipendenza dell'Algeria l'aereo fu utilizzato, equipaggiato con missili SS11 o con mitragliatrici e bombe, per l'attacco al suolo.

## Varianti

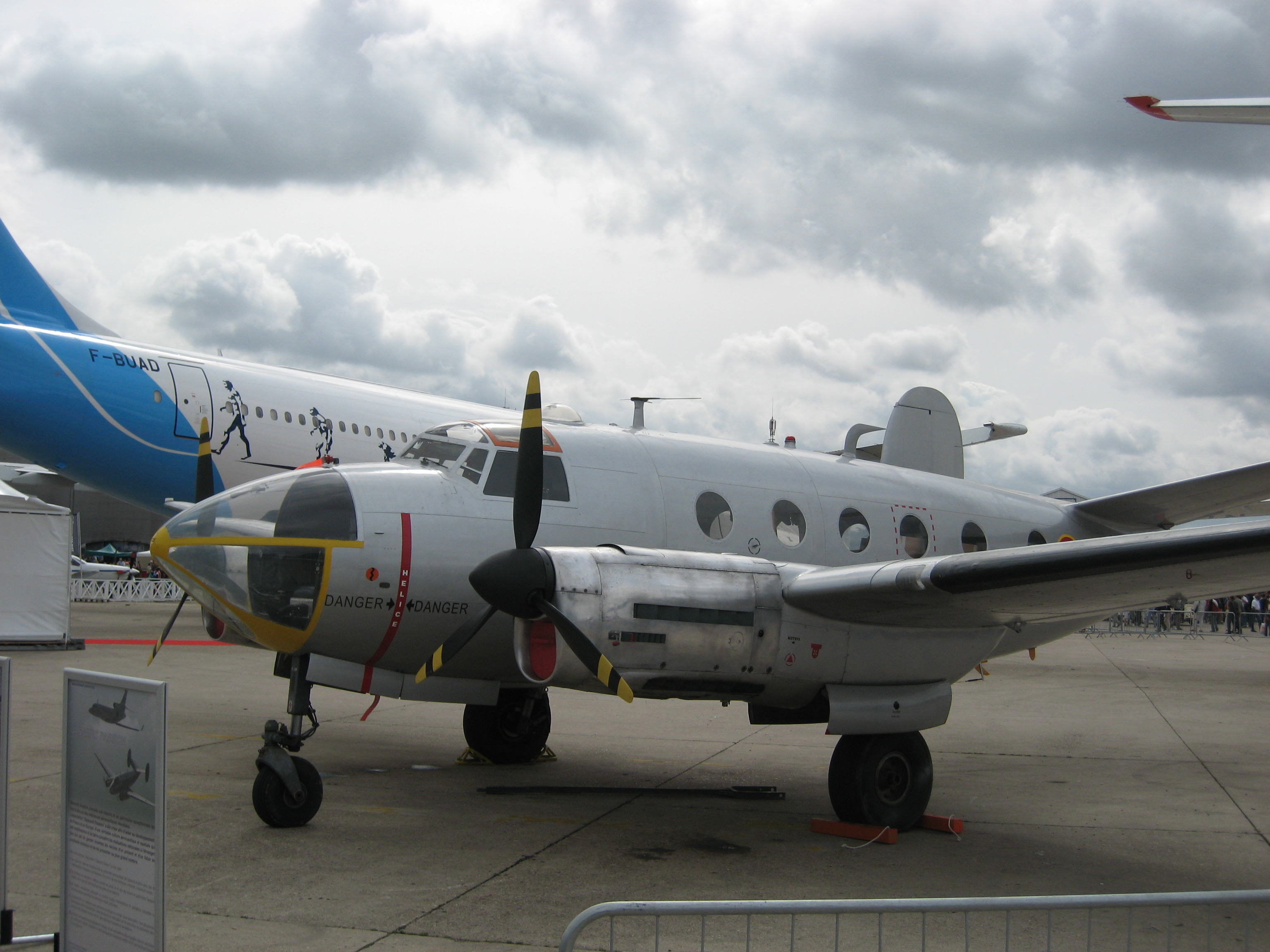
Un MD 311, la versione da addestramento del Flamant.

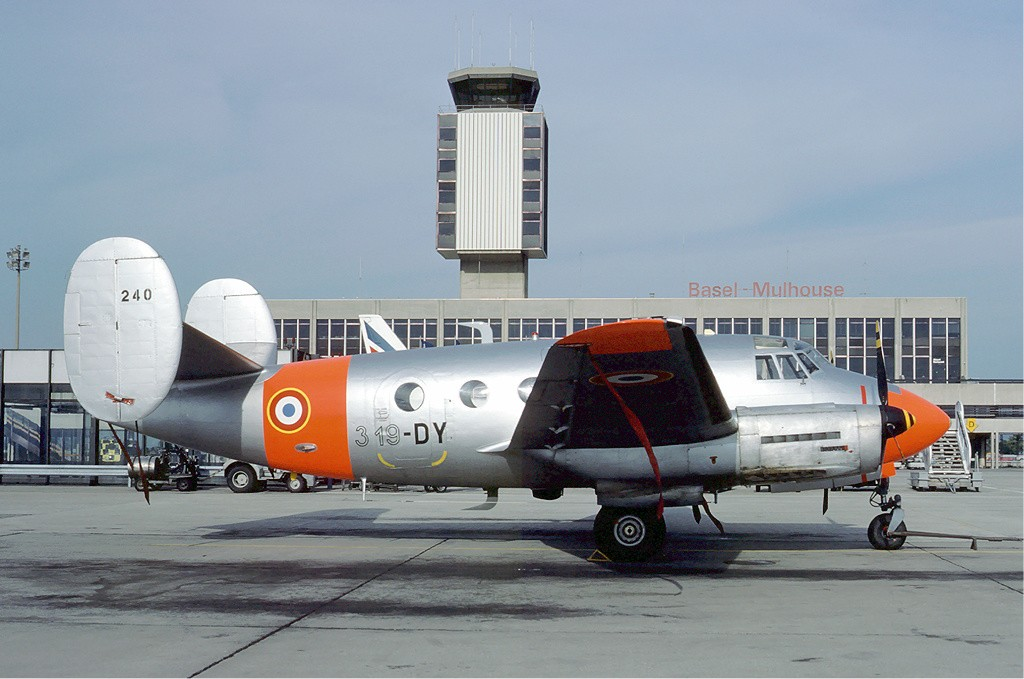
Un MD 312, la versione da trasporto e da collegamento del Flamant fotografato nel 1977 all'aeroporto di Basilea-Mulhouse-Friburgo.

MD 303
prototipo.
MD 311
versione da addestramento caratterizzata dal muso vetrato, destinata alla formazione dei navigatori e degli equipaggi dei reparti di bombardamento.
MD 312
versione da addestramento e da collegamento.
MD 315
versione da trasporto a lungo raggio e missioni MEDEVAC.
MD 316
sviluppo dell'MD 315 equipaggiato con due motori radiali Snecma 14X Super Mars da 830 CV (610 kW).
MD 316T
prototipo dotato di un impennaggio di coda a deriva unica e due motori radiali Wright R-1300-CB7A1 Cyclone da 800 hp (597 kW).

## Utilizzatori
Cambogia
- Force Aérienne Royale Cambodge (MD 315)

 Camerun
- Armée de l'Air du Cameroun (MD 315)

 Francia
- Armée de l'air (MD 315, MD 312, MD 311)
- Aviation navale (MD 312)

 Madagascar
- Armée de l'air Malgache (MD 315, MD 312)

 Tunisia
- Al-Quwwat al-Jawwiyya al-Jamahiriyya al-Tunisiyya (MD 312)

 Vietnam del Sud
- Khong Quan Viet Nam